# Synagogue de Troppau (1896-1938)
La synagogue de Troppau, ou synagogue d'Opava, inaugurée en 1896, a été détruite en 1938 lors de la nuit de Cristal comme la plupart des autres lieux de culte juif en Allemagne et dans les territoires alors annexés par le Troisième Reich.
Jusqu'en 1918, Troppau, située en Silésie autrichienne, rattachée à la couronne de Bohême, dépend de la couronne d'Autriche.  Après la Première Guerre mondiale, bien que majoritairement peuplés de germanophones, la plus grande partie de la Silésie autrichienne est intégrée à la Tchécoslovaquie et la ville prend le nom tchèque d'Opava. À la suite des accords de Munich, la ville fait partie de la Région des Sudètes annexée par l'Allemagne nazie qui est réunie au Reich allemand le 21 octobre 1938. Opava reprend son ancien nom de Troppau. Après la Seconde Guerre mondiale, Opava redevient une ville tchécoslovaque d'où est expulsée la majorité des habitants germanophones. Actuellement la ville qui fait partie de la République tchèque, compte un peu plus de 58 000 habitants.

## La communauté juive
La première mention de Juifs à Troppau date de 1281. Au cours des siècles suivants, on ne trouve plus aucune mention de Juifs dans la ville, ce qui tendrait à prouver que ceux-ci furent expulsés, mais aucun document n'est là pour le confirmer. Par la suite, une communauté juive a dû se reformer, car en 1501, l'ordre est donné aux Juifs de quitter temporairement la ville, ordre transformé en expulsion définitive en 1523. Le quartier juif situé à l'extrémité nord du bourg, avec sa petite maison de prière, est usurpé, et le cimetière juif médiéval est nivelé.
Le retour de familles juives à Troppau reprend au début du XIXe siècle. À la suite de l'obtention de la totalité de leurs droits civils et une croissance soutenue de la population juive, il est créé à Troppau dès 1849 une association synagogale dont David Hirsch est le président de 1854 à 1866. Sur sa demande, une communauté juive provisoire est autorisée en 1863.  En 1850, s'ouvre un premier lieu de prière et peu de temps après une école primaire confessionnelle juive, qui ferme en 1905. Au milieu du siècle, le nombre de familles juives augmente rapidement : en 1867 on compte 134 personnes de religion juive et en 1921 1 127, soit environ 3% de la population de la ville. En 1930, on relève que 971 personnes se déclarent de nationalité juive, soit 2% de la population, mais selon les historiens, le nombre réel est plus élevé.
Le Dr Abraham Blueh est rabbin de Troppau de 1879 à 1907. Après sa mort, il est remplacé par le Dr Simon Friedmann. De 1888 à 1919, en tant que président de la communauté religieuse, le Dr Theodor Sonnenschein contribue à la construction de la nouvelle synagogue. La vie sociale est très riche et voit la fondation de nombreuses associations caritatives juives. Une association est créée pour la construction de la synagogue (1883 à 1896), ainsi qu'une association littéraire avec sa propre bibliothèque.
La ville de Troppau, après la Première Guerre mondiale, bien qu'habitée majoritairement par des germanophone est rattachée en 1919 à la Tchécoslovaquie sous le nom d'Opava. Elle est tout d'abord gérée par un comité qui comprend 14 Tchèques, douze Allemands et deux membres juifs.
La population juive continue à croitre jusque dans les années 1920, avant de diminuer rapidement à la suite d'une forte émigration vers l'étranger et principalement les États-Unis.
Dès l'arrivée au pouvoir d'Hitler en Allemagne en 1933, des mouvements pronazis se forment dans la région des Sudètes. Lors des accords de Munich, la région des Sudètes, où est située Opava, est rattachée au Reich allemand. C'est la fin de la prospérité pour les Juifs d'Opava et le début d'une nouvelle oppression. Il reste alors environ 120 Juifs à Opava. À l'été 1939, ceux qui n'ont pas fui la ville sont regroupés dans un camp à Strochowitz. De là, ils sont déportés en 1940 dans différents camps de concentration où presque tous sont assassinés.
Après la guerre, une petite communauté juive se recrée le 9 août 1945, formée d'environ une centaine de membres, principalement des Juifs de Ruthénie subcarpathique qui libérèrent la Tchécoslovaquie en tant que membres du 1er Corps d'Armée tchécoslovaque, et qui se sont installés en ville, ainsi qu'une poignée de rescapés des camps de concentration. Le président de la communauté est initialement Karl Wiener, remplacé un an plus tard par Emanuel Goba. Le chantre principal et professeur de religion est de 1945 à 1948 Ignatius Moskovic, qui a déjà occupé ce poste avant-guerre de 1936 à 1938. Le nombre de fidèles baisse, à la suite de la vague d'émigration qui suit le coup de Prague de février 1948 amenant les communistes au pouvoir en Tchécoslovaquie. La communauté existe jusqu'en 1959, date à laquelle elle se transforme en chorale de la synagogue jusqu'à sa disparition avant 1980.
Actuellement il n'existe plus de communauté juive à Opava.

## Synagogues

### Les premiers lieux de prière
On ne connait absolument rien sur la synagogue médiévale.
La communauté juive en 1850, compte déjà 24 fidèles qui utilisent comme lieu de prière une pièce louée dans une maison située près de la rue Zwischen-Märkten. En 1850, une nouvelle maison de prière est acquise à l'ouest du Niederring, qui sera inaugurée par le rabbin de Teschen (maintenant partagé en Cieszyn polonais et Těšín tchèque), selon la coutume juive. Une partie du jardin est utilisée comme cimetière.
Quatre ans plus tard, le bâtiment devenu trop petit pour le nombre croissant de Juifs, est démoli pour laisser la place à une caserne. La même année, la communauté aménage un nouveau cimetière à l'angle des rues Veleslavínové et Mírové, et achète une maison au numéro 17 ainsi que le jardin de la maison voisine. Le jardin est utilisé comme cimetière et la maison comme salle funéraire pour la préparation des corps.
Pour la construction d'une nouvelle synagogue, la communauté juive achète en 1854 à Johann Richter une maison située à l'extrémité nord de la Herrengasse pour la somme de 2 000 florins. La maison existante est démolie et la synagogue est construite par Anton Wilsche en style néo-roman (Rundbogenstil. Elle est inaugurée le 7 septembre 1855. Le bâtiment étroit, qui est incorporé dans une rangée de maisons bourgeoises, se compose de deux niveaux et se termine avec un fronton en demi-cercle.
Dès 1869, le bâtiment de la synagogue s'avère trop petit et le toit menace de s'effondrer. En 1886, la synagogue est officiellement fermée en raison de vices de construction, et les membres de la communauté sont obligés de pratiquer leur religion dans une salle louée en attendant l'achèvement de la nouvelle synagogue. L'ancien bâtiment servira temporairement comme gymnase d'une école, puis sera converti en salle de cinéma sous le nom de Troppauer Lichtspiele. Le bâtiment est détruit pendant la Seconde Guerre mondiale.

### Construction de la nouvelle synagogue
Pour la construction de la nouvelle synagogue, plusieurs sites sont initialement retenus, mais la communauté décide d'acheter en 1892, pour la somme de 13 650 florins, un terrain au No 4/102 Teichgasse, près de la Ringstraße, où était située l'ancienne usine Herz & Co.
Le concours pour la construction de la synagogue est lancé le 16 mai 1892, avec 50 ducats de récompense pour le premier prix. Le concours est remporté par l'architecte viennois Jakob Gartner, devant un autre cabinet viennois, celui des frères Josef et Anton Drexler. Pour le jury, le projet de Gartner « est noble et distingué, et sera une magnifique parure de la ville ». Les plans de Gartner sont approuvés en 1893 et présentés aux autorités. 
Mais en raison de difficultés financières, la construction de la nouvelle synagogue ne commencera que dix ans après la fermeture de l'ancienne synagogue. Un fonds de financement est créé en 1895 qui organise une loterie approuvée le 25 juin 1895 par le Ministère royal et impérial des Finances. 6 000 billets sont mis en vente au prix de un florin et le tirage se déroule le 31 décembre 1896 dans la salle de réunion de la communauté juive.
Lors d'une réunion du Comité de construction de la synagogue, le 12 mai 1895, Gartner présente à la fois les plans détaillés ainsi qu'une estimation des coûts. Certaines modifications sont alors décidées, comme d'augmenter la hauteur du bâtiment de un mètre, et d'agrandir le dôme en conséquence. Il est aussi prévu de remplacer le cadre en bois des fenêtres par des cadres en fer. Le permis de construire est délivré le 23 juillet 1895, et Jakob Gartner est chargé de la gestion et de la supervision du chantier.  

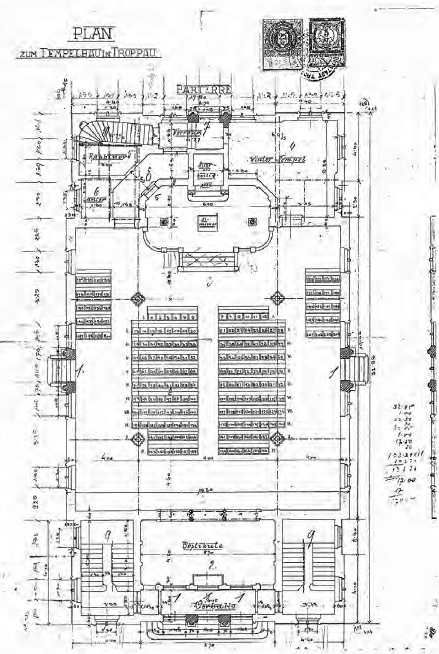
Plan du rez-de-chaussée
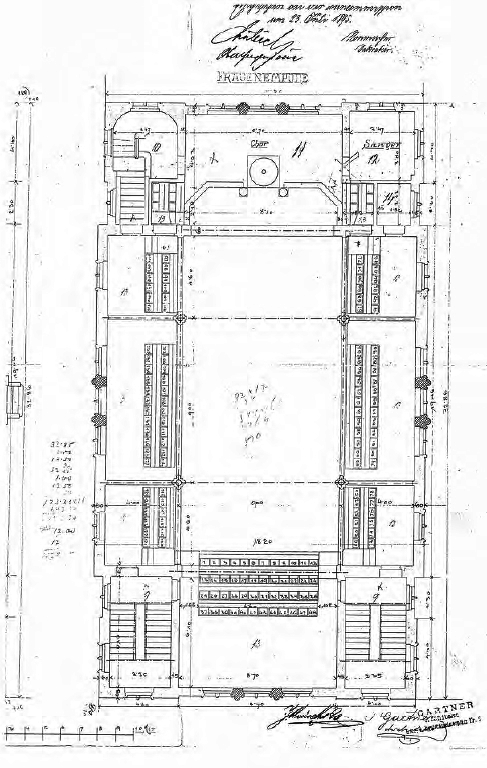
Plan du 1er étage
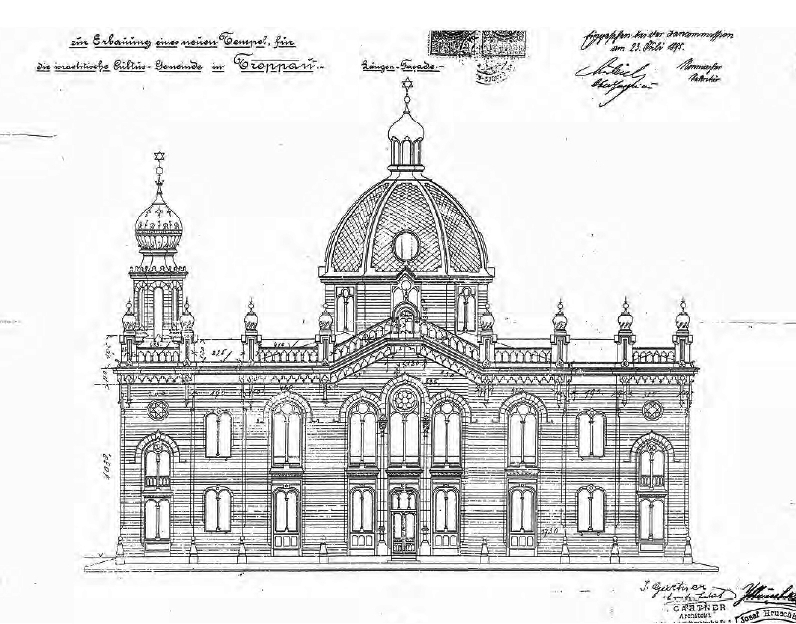
Plan des façades latérales
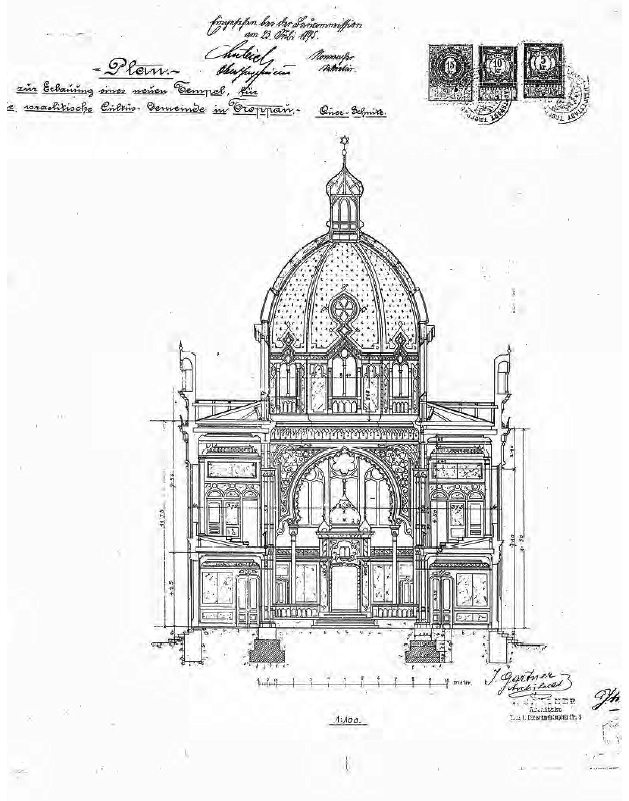
Coupe transversale
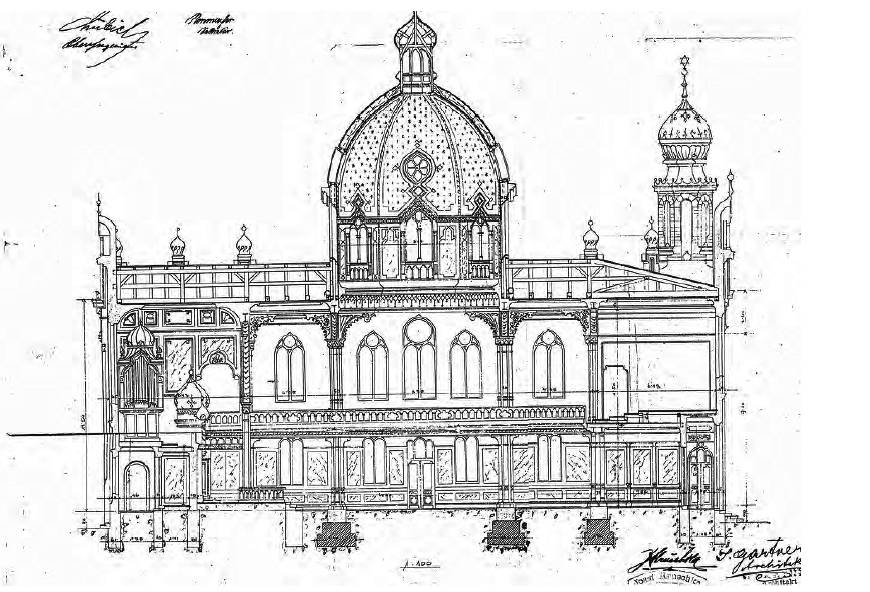
Coupe longitudinale

Gartner choisit principalement des entreprises locales pour la construction: Josef Hruschka est pris comme maître-d'œuvre et charpentier; l'entreprise Kulka & Co est chargée de la maçonnerie et le sculpteur Weinlich des décorations et de l'Arche Sainte; les entreprises des frères Girschek et Lihotzky & Co ont en charge la structure métallique et de la serrurerie et Karl Krämer des travaux de plomberie. Les sièges en bois sont réalisés par le maitre-charpentier Auspitz, qui participe aussi à la réalisation de l'Arche sainte, de la Bimah et du pupitre.
L'orgue est fabriquée par l'entreprise Rieger, située dans la ville voisine de Jägerndorf (actuellement Krnov). Les luminaires plaqué en bronze doré proviennent de la société viennoise A. Kelsen et les vitaux de l'entreprise de maitres-verriers viennois  Carl Geyling.
Les travaux débutent en novembre 1885, et seront achevés avec quelques mois de retard sur le programme. Fin mai 1886, le toit et le dôme sont installés, mais la société Karl Krämer aura trois mois de retard pour leur couverture.  

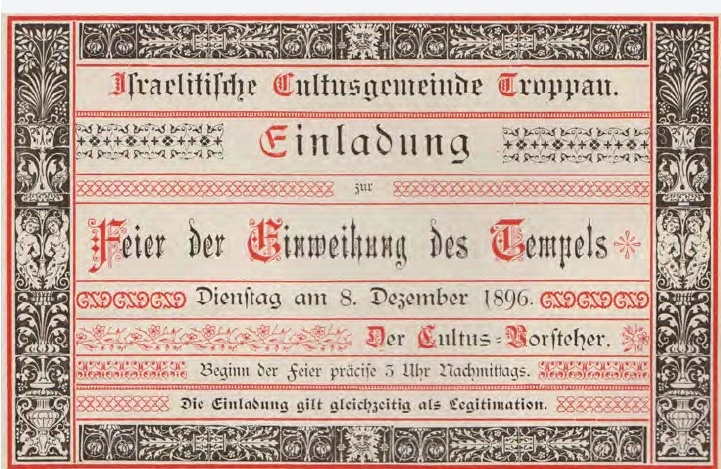
Carton d'invitation pour l'inauguration de la synagogue

Après l'achèvement de la synagogue, l'inauguration solennelle se déroule le 8 décembre 1896. La cérémonie commence à trois heures de l'après-midi avec un prélude d'orgue et l'arrivée des rouleaux de Torah. Après un autre chant, la lampe éternelle (Ner tamid)  est allumée et les rouleaux de Torah sont déposés dans l'Arche sainte. L'office prend fin avec un sermon et un dernier chant. La salle entonne alors un Alléluia. Puis les festivités continuent en fin d'après-midi avec un banquet offert au restaurant Promenade et se terminent par une soirée dansante.
Le coût total de la construction s'élève à quelque 87 100 florins, dépassant sensiblement le budget initial fixé à 62 600 florins, et cela malgré le choix de matériaux moins onéreux afin de réduire les coûts. À titre d'exemple, la balustrade de la Bimah initialement prévue en marbre par Gartner est remplacée par une balustrade en chêne.

### Architecture de la synagogue
La synagogue de Troppau se présente sous la forme d'un bâtiment de plan rectangulaire, surmonté d'un dôme, avec une façade rayée richement décorée. Jakob Gartner réalise un ensemble de style éclectique, mélange de style mauresque et néo-roman avec des détails orientalisants. Le bâtiment est équipé d'un éclairage au gaz et d'un chauffage, mais pour des raisons de coût, ce dernier ne sera mis en marche qu'en période de grand froid. La ventilation de la salle de prière s'effectue par de petites fenêtres d'aération situées dans le dôme et qui peuvent s'ouvrir de 20  à   25 cm.

#### L'extérieur de la synagogue
La synagogue se fait remarquer principalement par son dôme avec son tambour de base octogonale et la paire de tours surmontés d'un bulbe sur la façade nord-ouest. Les bandes de plâtre blanc sur une maçonnerie rouge, définissent les façades et donnent à l'ensemble un air orientalisant.
Huit portes permettent de pénétrer dans le bâtiment: cinq sur la façade principale et une sur chacune des trois autres façades. Le rez-de-chaussée est situé 90 cm au-dessus du niveau du sol. Les quatre façades sont symétriques et divisées en plusieurs avancées et retraits. Elles sont couronnées d'une corniche enjolivée de bandes lombardes et d'astragales. Le style oriental est renforcé par 20 piliers d'angle surmontés d'un pinacle à bulbe, reliés par un parapet de style mauresque.
La synagogue fait 33 mètres de long pour une largeur de 18,20 mètres. La hauteur du dôme, surmonté d'un lanterneau octogonal à bulbe est de 29 mètres. Les tours d'angle, le lanterneau et les Tables de la Loi sont surmontées d'une étoile de David. La façade nord-ouest est la façade principale avec cinq portes d'entrée et est pour cette raison richement décorée. L'entrée principale, au centre, se compose de trois ouvertures rectangulaires en pierre, surmontées de trois impostes identiques avec chacune trois petites ouvertures à arc plein cintre, de style roman. En haut des marches, on atteint les portes d'entrée en bois qui conduisent par le vestibule, directement à la salle principale destinée exclusivement pour les hommes. L'accès à la galerie réservée aux femmes se fait par les escaliers situés dans les tours d'angle. La partie centrale de la façade, en léger retrait, se termine par un pignon triangulaire au sommet duquel sont fixées les Tables de la Loi.    

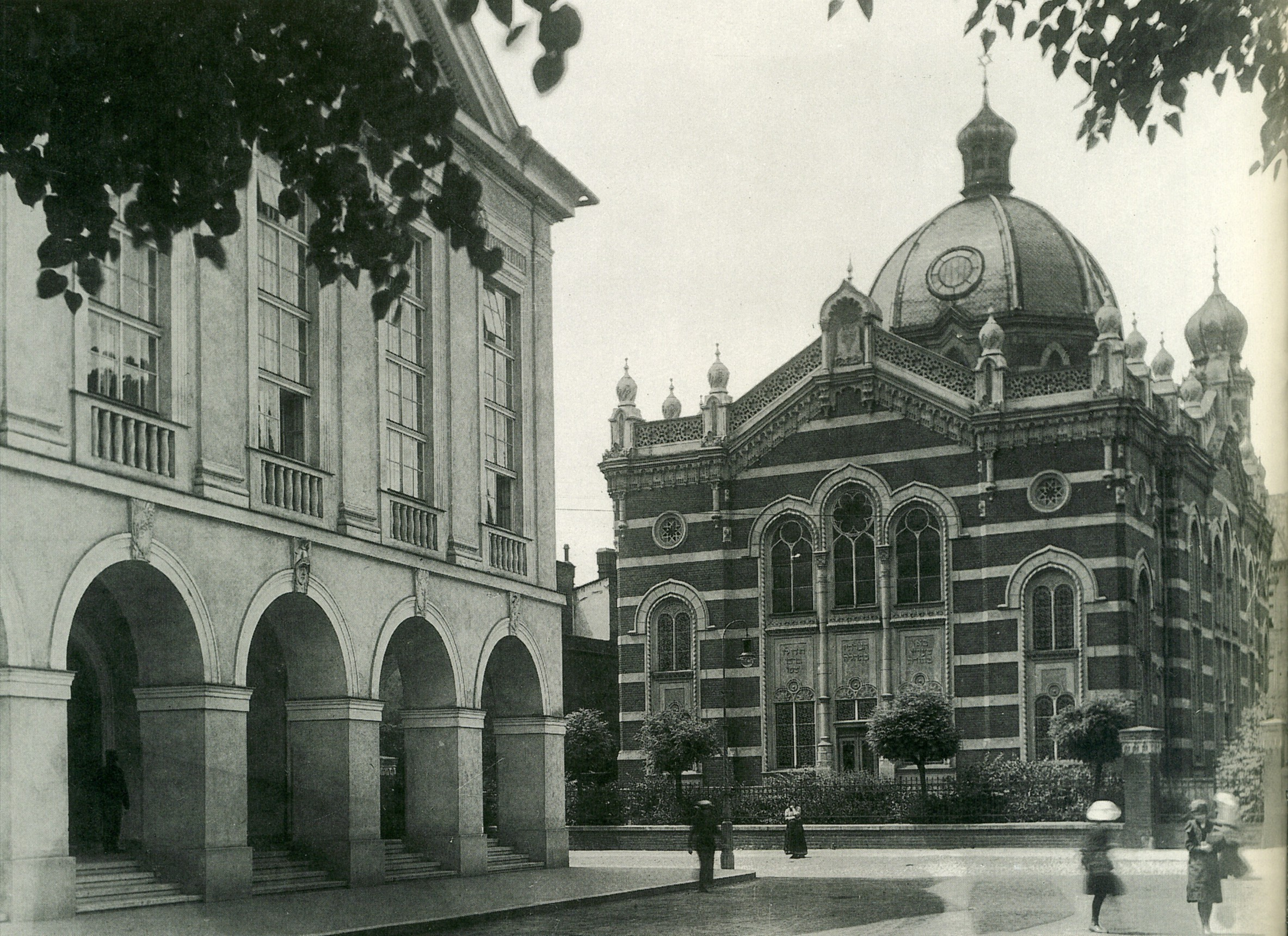
L'arrière de la synagogue

Le motif à arc plein cintre se répète sur les trois fenêtres centrales au premier étage et sur les fenêtres situées sur les tours d'angle au-dessus desquelles se trouvent des oculus.
La façade sud-est permet une entrée par l'arrière du bâtiment et ne possède qu'une porte centrale. Elle donne accès à la salle de prière d'hiver, à des pièces annexes, aux chambres du rabbin et du chantre, ainsi qu'à un escalier utilisé par la chorale, conduisant à l'étage supérieur et à l'orgue. La décoration de cette façade est en tout point similaire à celle de la façade principale.
Les deux façades latérales sont strictement identiques et contrairement aux façades avant et arrière, la partie centrale se trouve en légère saillie et allongée de deux fenêtres. À part ce changement, leur décoration est similaire.

#### L'intérieur de la synagogue
L'intérieur de la synagogue ne peut être décrit qu'à partir deux photographies de l'intérieur de la synagogue détruite et des plans de l'architecte Gartner.
En entrant du côté nord-ouest, on pénètre tout d'abord dans un vestibule, puis la salle principale. Celle-ci se compose d'une nef centrale et de deux nefs latérales. Le dôme est centré au milieu de la salle, soutenu par quatre piliers cantonnés. De chaque côté du vestibule, se trouvent, symétriquement, un escalier, avec des marches en granit, à deux volées et palier intermédiaire, conduisant à la galerie des femmes. Celle-ci entoure sur trois côté la salle de prière principale réservée aux hommes, et dispose de 144 sièges.
La salle principale possède 204 sièges pour les hommes, disposés en rangées, face à l'Arche Sainte, avec une allée centrale. Adossée au mur sud-est, se trouvent l'Arche Sainte et devant elle, la Bimah sur une estrade entourée d'une balustrade de style roman à laquelle on accède en montant cinq marches. L'Arche Sainte, où sont déposés les rouleaux de Thora, est construite sous la forme d'un petit temple, encadré des deux côtés par deux colonnettes adjacentes. L'Arche est couronnée par les Tables de la Loi richement décorées.
Derrière la grande salle de prière, se trouve le petit temple d'hiver. Sur le côté gauche du podium, s'ouvre une porte menant aux chambres du rabbin et du chantre. Derrière, un couloir, un escalier conduit à l'espace réservé au chœur, avec l'orgue, situé directement au-dessus de l'Arche Sainte et aux galeries pour les femmes.
Favorisé par sa position isolée, le bâtiment reçoit durant le jour, suffisamment de lumière naturelle grâce aux fenêtres plein cintre en deux parties, situées à chacun des niveaux. En plus, le bâtiment est pourvu de plusieurs types d'éclairage, lustres, lampes et bougeoirs.

## Destruction de la synagogue
Pendant quarante ans, la synagogue va être le centre cultuel et culturel de la communauté juive.
Lors de la nuit de Cristal du 9 au 10 novembre 1938, la synagogue est incendiée par les nazis des Sudètes, en présence d'une foule importante. Les nazis empêchent d'accéder à la synagogue et les pompiers ne sont là que pour protéger les bâtiments avoisinants. Le spectacle de la synagogue en feu est décrit dans le journal local Deutsche Post für das Sudetenland:
«  L'incendie a été signalé trop tard. Lorsque les pompiers sont arrivés, le feu s'était déjà tellement développé qu'il n'était plus question de penser le combattre avec succès. Le travail des pompiers devait donc se limiter uniquement à protéger les bâtiments voisins.
 Effrayante et belle était la vue des flammes brillantes et lumineuses aux quatre tours d'angle et à la grande coupole centrale du temple, qui finalement se sont brisées toutes ensemble dans un grand fracas. Hier les routes d'accès étaient remplies de spectateurs, qui ont afflué ici en grandes quantités pour regarder l'incendie de la synagogue. La police de protection (Schutzpolizei) et la police auxiliaire (Hilfspolizei) interdisaient l'accès. De la synagogue, seuls les murs extérieurs restaient debout... Les restes de la synagogue brûlée, construite dans le style oriental juif typique dans un endroit magnifique au milieu de notre ville et qui défigurait l'image de notre ville, seront bientôt rasés...et bientôt devrait être érigé à l'endroit où se trouvait le temple, un édifice digne de la ville,. »

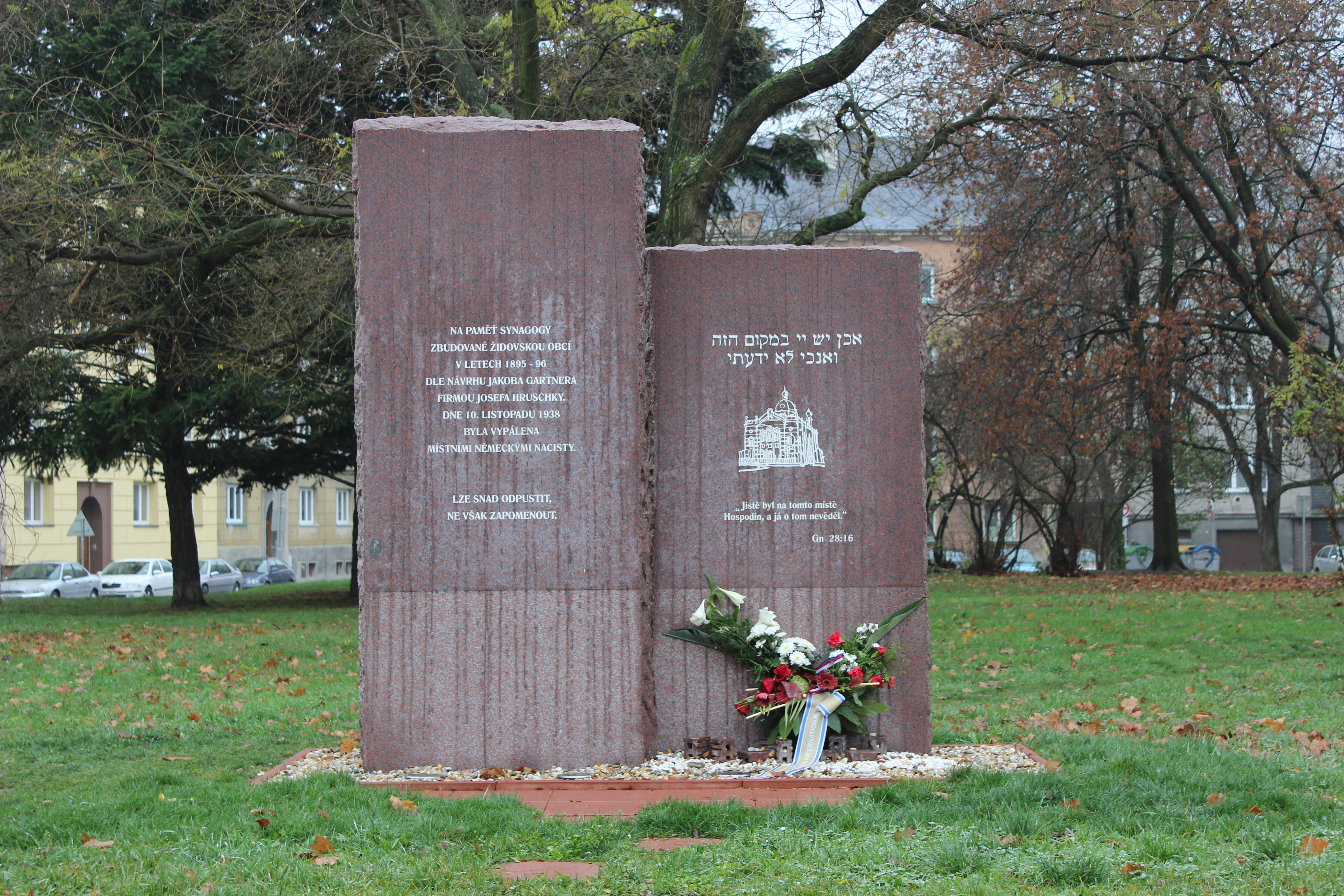
Mémorial pour la synagogue détruite

Le 17 juillet 2013, un monument formé de deux blocs de granite rouge d'Afrique a été dévoilé sur le site de la synagogue détruite. L'auteur du monument est l'architecte Jan Kovář qui a collaboré avec le maçon d'Opava Kamil Ludwig. Les fondations du monument reposent sur les restes du mur d'origine de la synagogue.